# Gö Lotsawa
| Tibetische Bezeichnung                              |
| --------------------------------------------------- |
| Wylie-Transliteration: 'gos lo tsā ba gzhon nu dpal |

Gö Lotsawa Shönnu Pel (tib.: 'gos lo tsā ba gzhon nu dpal; geb. 1392; gest. 1481; der Übersetzer Shönnu Pel von den Gö) war ein bedeutender Historiker, Autor und Lama des tibetischen Buddhismus.
Gö Lotsawa Shönnu Pel war Schüler Tsongkhapas, des Gründers der Gelugpa, von dem er Lamrim-Unterweisungen erhielt. Vom 5. Karmapa Deshin Shegpa erhielt er die Bodhisattva-Gelübde. Dem 7. Karmapa Chödrag Gyatsho übermittelte er seinerseits das „Semdrel Korsum“ (tib.: sems 'grel skor gsum; die „Bodhisattva-Trilogie“).
Das literarische Lebenswerk (tib.: gsung 'bum) Shönnu Pels umfasst 10 Bände. Zu seinen bekanntesten Werken zählen die „Blauen Annalen“ (tib.: deb ther sngon po), die von George Roerich und Gendün Chöphel ins Englische übersetzt wurden, und sein Kommentar zum Ratnagotravibhaga.